# Lenalidomid
Lenalidomid (łac. lenalidomidum) – wielofunkcyjny organiczny związek chemiczny, analog talidomidu, o działaniu immunomodulującym i przeciwnowotworowym, stosowany w leczeniu szpiczaka mnogiego, zespołów mielodysplastycznych oraz chłoniaka z komórek płaszcza. 

## Mechanizm działania
Lenalidomid wiąże się bezpośrednio do cereblonu, który jest częścią składową w kompleksu ligazy ubikwitynowej E3 (CRL4CRBN), który zawiera białko DDB1 (ang. deoxyribonucleic acid damage-binding protein 1), kulinę 4 (CUL4) oraz białko regulatorowe kuliny 1 (Roc1). W obecności lenalidomidu cereblon wiąże białka substratowe IKFZ1 (Ikaros) i IKFZ3 (Aiolos), które są czynnikami transkrypcyjnymi w komórkach limfatycznych. Prowadzi to do ich ubikwitynacji i następnie degradacji, co skutkuje cytotoksycznością i działaniem immunomodulacyjnym.

## Zastosowanie

### Unia Europejska
- noworozpoznany szpiczak mnogi u pacjentów po autologicznym przeszczepie komórek macierzystych (monoterapia)[5]
- szpiczak mnogi nie kwalifikujący się do autologicznego przeszczepu komórek macierzystych u pacjentów uprzednio nieleczonych (leczenie skojarzone)[5]
- szpiczak mnogi u pacjentów uprzednio leczonych co najmniej jednym schematem leczenia (leczenie skojarzone z deksametazonem)[5]
- zespoły mielodysplastyczne z niedokrwistością oporną na leczenie o niskim lub pośrednim–1 ryzyku, związanym z izolowaną delecją fragmentu ramienia długiego chromosomu 5, jeżeli inne sposoby leczenia są niewystarczające lub niewłaściwe
- nawracający lub oporny na leczenie chłoniak z komórek płaszcza (monoterapia)[5]

### Stany Zjednoczone
- szpiczak mnogi u pacjentów uprzednio leczonych co najmniej jednym schematem leczenia (leczenie skojarzone z deksametazonem)[7]
- zespoły mielodysplastyczne z niedokrwistością oporną na leczenie o niskim lub pośrednim–1 ryzyku, związanym z delecją fragmentu ramienia długiego chromosomu 5, bez lub z innymi  nieprawidłowościami cytogenetycznymi[7]

Lenalidomid znajduje się na wzorcowej liście podstawowych leków Światowej Organizacji Zdrowia (WHO Model Lists of Essential Medicines) (2019).
Lenalidomid jest dopuszczony do obrotu w Polsce (2020).

## Działania niepożądane
Lenalidomid może powodować następujące działania niepożądane u ponad 10% pacjentów: anoreksja, artralgia, astenia, biegunka, bezsenność, ból brzucha, ból głowy, ból kości, drżenie samoistne, duszność, dyspepsja. grypa, gorączka, gorączka neutropeniczna, hiperglikemia, hipokalcemia, hipokaliemia, krwawienie z nosa, kurcze, limfopenia, leukopenia, małopłytkowość, niedokrwistość, neuropatia (poza neuropatią ruchową), neutropenia, niewydolność nerek, niewyraźne widzenie, nudności, objawy grypopodobne, obrzęk, ostre zapalenie oskrzeli, parestezje, przeziębienie, skaza krwotoczna, świąd, wysypka, zaburzenia smaku, zaburzenia depresyjne, zaćma, zakażenia górnych dróg oddechowych, zapalenie płuc, zapalenie zatok przynosowych, zapalenie żołądka i jelit, zaparcie, zawroty głowy, zmęczenie, zmniejszenie masy ciała, żylna choroba zakrzepowo-zatorowa. 